# Sainte-Reine (Alta Saona)
Sainte-Reine è un comune francese di 35 abitanti situato nel dipartimento dell'Alta Saona nella regione della Borgogna-Franca Contea.

## Società

### Evoluzione demografica
Abitanti censiti